# جی‌کی-۰۵
جی‌کی-۰۵(به انگلیسی: JK-05) یک داروی ضد ویروس وسیع الطیف است که توسط شرکت چینی Sihuan Pharmaceutical به همراه آکادمی علوم پزشکی نظامی چین تهیه شده‌است. بر طبق گزارش‌ها، این دارو به عنوان مهار کننده آنزیم ویروسی آران‌ای پلی‌مراز عمل می‌کند که برای تکثیر ویروس ضروری است. ادعا شده‌است که در آزمایش بر روی موش، این دارو کارایی مناسبی برابر طیف وسیعی از آران‌ای ویروسها ، از جمله آنفلوآنزا، ویروس ابولا و تب زرد داشته‌است. ساختار شیمیایی جی‌کی-۰۵ از اکتبر سال ۲۰۱۴ فاش نشده‌است، اما ادعا می‌شود که یک داروی مولکول کوچک با ساختار نسبتاً ساده است، در صورت موفقیت آمیز بودن آزمایش‌ها، می‌بایست به راحتی در مقیاس بالا قابلیت تولید انبوه را داشته باشد. با این وجود ، این دارو مشابه با داروی ضد آنفلوآنزا favipiravir ژاپن است که توسط شرکت Fujifilm Holdings Corp ساخته شده‌است، که به طور موثری برای درمان بیماران مبتلا به ابولا استفاده شده‌است. 